# Ӯ
Ӯ (minuskule ӯ) je písmeno cyrilice. Je používáno pouze v tádžičtině. Jedná se o variantu písmena У, označuje dlouhou samohlásku, která se vyvinula ze staršího /ō/, IPA [ɵː].